# Edwin Ávila
Edwin Alcibiades Ávila Vanegas (Cali, 21 dicembre 1989) è un pistard e ciclista su strada colombiano. Ha vinto il titolo mondiale della corsa a punti su pista nel 2011 e nel 2014. Nel 2021 è stato prima sospeso e poi squalificato dall'UCI fino all'11 luglio 2024 per positività al boldenone.

## Palmarès

### Pista
- 2008

Campionati panamericani, Inseguimento a squadre (con Weimar Roldán, Jaime Suaza e Carlos Alberto Urán)
- 2009

3ª prova Coppa del mondo 2009-2010, Inseguimento a squadre (Cali, con Juan Esteban Arango, Arles Castro e Weimar Roldán)
- 2010

Campionati panamericani, Inseguimento a squadre (con Arles Castro, Weimar Roldán e Juan Pablo Suárez)
Giochi centramericani e caraibici, Inseguimento a squadre (con Juan Esteban Arango, Arles Castro e Weimar Roldán)
- 2011

Campionati del mondo, Corsa a punti
Campionati panamericani, Inseguimento a squadre (con Juan Esteban Arango, Arles Castro e Weimar Roldán)
Campionati panamericani, Corsa a punti
Giochi panamericani, Inseguimento a squadre (con Juan Esteban Arango, Arles Castro e Weimar Roldán)
- 2012

1ª prova Coppa del mondo 2012-2013, Inseguimento a squadre (Cali, con Juan Esteban Arango, Arles Castro e Weimar Roldán)
- 2014

Campionati del mondo, Corsa a punti
- 2018

Giochi centramericani e caraibici, Omnium

### Strada
- 2010

Circuito Feria de Manizales
- 2011

Classifica generale Tour Cycliste de Trinidad & Tobago
- 2016 (Team Illuminate, una vittoria)

Campionati colombiani, Prova in linea
- 2017 (Team Illuminate, quattro vittorie)

1ª tappa Tour de Taiwan (Taipei > Taipei)
4ª tappa Tour de Taiwan (Nantou > Nantou)
4ª tappa Tour d'Azerbaïdjan (Qəbələ > Pirgulu)
1ª tappa Sibiu Cycling Tour (Sibiu > Sibiu)
- 2018 (Israel Cycling Academy, una vittoria)

1ª tappa Tour de Taiwan (Hsinchu HSR station > Shingan Visitor Information Center)

#### Altri successi
- 2017 (Team Illuminate)

Classifica a punti Tour de Taiwan
Classifica a punti Tour d'Azerbaïdjan
Classifica a punti Tour de Korea
- 2018 (Israel Cycling Academy)

Classifica a punti Tour de Taiwan

## Piazzamenti

### Grandi Giri
- Giro d'Italia

2013: 164º
2014: fuori tempo (9ª tappa)

### Classiche monumento
- Milano-Sanremo

2015: 154º
- Giro di Lombardia

2019: ritirato

### Competizioni mondiali
- Campionati del mondo su pista

Apeldoorn 2011 - Corsa a punti: vincitore
Apeldoorn 2011 - Inseguimento a squadre: 10º
Cali 2014 - Corsa a punti: vincitore
Cali 2014 - Inseguimento a squadre: 10º
Cali 2014 - Americana: 11º
St-Quentin-en-Yv. 2015 - Corsa a punti: 16º
St-Quentin-en-Yv. 2015 - Inseguimento a squadre: 12º
- Campionati del mondo su strada

Doha 2016 - In linea Elite: ritirato
- Giochi olimpici

Londra 2012 - Inseguimento a squadre: 8º